# Leo Isaakowitsch Schestow
Leo Isaakowitsch Schestow (russisch Лев Исаакович Шестов Lew Isaakowitsch Schestow; * 31. Januarjul. / 12. Februar 1866greg. in Kiew; † 20. November 1938 in Paris; eigentlich Jehuda Leib Schwarzmann) war ein ukrainisch-russischer Philosoph des Existentialismus.

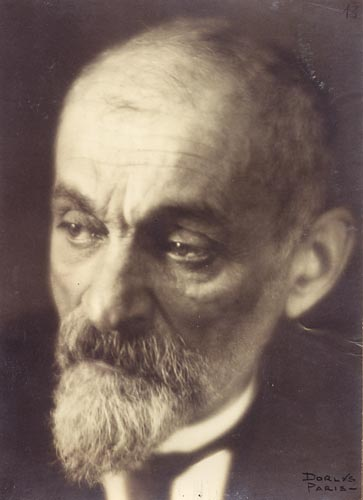
Leo Schestow, 1927

## Leben
Der 1866 in Kiew geborene Jude Schestow emigrierte 1921 nach Frankreich, um den Folgen der russischen Oktoberrevolution zu entgehen. Bis zu seinem Tode am 20. November 1938 lebte er in Paris, wo er an der Sorbonne unterrichtete.

## Philosophie der Verzweiflung
Schestows Gedanken bilden keine systematische Einheit, kein kohärentes System von Aussagen, keine theoretische Erklärung philosophischer Probleme. Ein Großteil von Schestows Werk ist fragmentarisch, sowohl in Bezug auf die Form (er benutzte oft Aphorismen) als auch in Bezug auf Stil und Inhalt. Schestow scheint sich selbst häufig zu widersprechen, das Paradoxe sogar zu suchen.
Dies kommt daher, dass Schestow das Leben selbst als letztendlich in höchstem Maße paradox ansieht. Er hält es für mit Hilfe von Logik oder Vernunft nicht erfassbar. Keine Theorie könne die Geheimnisse des Lebens ergründen. Schestows Philosophie ist nicht „problemlösend“, sondern wirft Probleme auf und versucht, das Leben so rätselhaft wie möglich erscheinen zu lassen. Schestows Philosophie geht nicht von einer Idee, sondern von einer Erfahrung aus.
Diese Grunderfahrung ist für Schestow die Verzweiflung, die er als Verlust von Gewissheiten, Verlust von Freiheit und Verlust des Lebenssinnes beschreibt. Die Wurzel dieser Verzweiflung ist, was Schestow oft „Notwendigkeit“, „Vernunft“, „Idealismus“ oder „Schicksal“ nennt: eine bestimmte Art zu denken, die aber gleichzeitig ein ganz realer Aspekt der Welt ist, welche das Leben Ideen, Abstraktionen und Verallgemeinerungen unterwirft und es so vernichtet, indem es seine Einzigartigkeit und Lebendigkeit verkennt.
In der Vernunft sieht Schestow das Akzeptieren von Gewissheiten, die behaupten, dass einige Dinge ewig und unveränderlich seien, während andere unmöglich und unerreichbar seien. Schestows Philosophie kann also als irrational gesehen werden. Dabei war Schestow nicht generell gegen Vernunft und Wissenschaft, sondern nur gegen Rationalismus und Szientismus. Im Letzteren sah er die Tendenz, die Vernunft als eine Art allwissenden und allmächtigen Gott, als Selbstzweck zu verherrlichen.
In Schestows Denken kommt auch ein individualistischer Zug zum Tragen: Menschen könne man nicht auf Ideen, soziale Strukturen oder eine mystische Einheit reduzieren.
Bei Schestow ist der Mensch unweigerlich alleine in seinem Leiden. Weder andere noch die Philosophie können ihn aus dieser Situation befreien.

## Die Verzweiflung als „vorletztes Wort“
Die Verzweiflung ist aber nicht das letzte Wort, sondern nur das „vorletzte“. Das letzte Wort kann weder in menschlicher Sprache gesagt noch theoretisch erfasst werden. Schestows Philosophie hat die Verzweiflung zum Ausgangspunkt, sein gesamtes Denken ist verzweifelt, und doch versucht er, auf etwas zu weisen, das jenseits der Verzweiflung – und der Philosophie – liegt.
Dieses nennt er Glaube. Gemeint ist nicht ein Glaube im Sinn einer Sicherheit, sondern eine andere Art zu denken, die aus tiefstem Zweifel und Unsicherheit hervorgeht. Es ist die Erfahrung, dass alles möglich ist (Dostojewski), dass das Gegenteil von Notwendigkeit nicht der Zufall ist, sondern die Möglichkeit. Dass eine grenzenlose Freiheit existiert.
Schestow behauptet niemals, dass das Leben einen Sinn hat, dass es „ein Licht hinter dem Vorhang“ gibt. Er widerspricht auch nicht dem Wort, dass alles Kämpfen zu einer Niederlage führt. Aber Schestow beharrt darauf, dass man weiter gegen das Schicksal und die Notwendigkeit ankämpfen solle, selbst wenn der Erfolg nicht sicher ist.

## Einfluss
Schestow beeinflusste unter anderem Albert Camus (Der Mythos des Sisyphos), Benjamin Fondane, Gilles Deleuze und insbesondere Emil Cioran.

## Schriften
- Шекспир и его критик Брандес, St. Petersburg: Stasyulevitch, 1898. 282 S. (Shakespeare und sein Kritiker Brandes)
- Добро в учении гр. Толстого и Ницше (философия и проповедь), 1900, (Tolstoi und Nietzsche. Die Idee des Guten in ihren Lehren, Matthes & Seitz. 1994 ISBN 3-88221-266-7) (Erstausgabe: Marcan-Block-Verlag, Köln 1923.)
- Достоевский и Ницше (философия трагедии) St. Petersburg: Stasyulevitch, 1903. 245 S. (Dostojewski und Nietzsche. Marcan-Block-Verlag, Köln 1924.)
- Апофеоз беспочвенности (опыт адогматического мышления), St. Petersburg: Obshestvenaya Polza, 1905. 285 S. Das Werk erschien 2015 erstmals in deutscher Übersetzung: Apotheose der Grundlosigkeit und andere Schriften. Ausgewählt, übersetzt und herausgegeben von Felix Philipp Ingold. Matthes & Seitz, Berlin 2015, ISBN 978-3-88221-391-1).
- Начала и Конци. Сборник статей, St. Petersburg: Stasyulevitch, 1908. 152 S. (Vorletzte Worte, Ed. Quatre en Samisdat, Berlin 1996, engl.: Anton Chekhov and Other Essays und Penultimate Words)
- Великие Кануны, St. Petersburg: Shipovnik, 1911. 314 S. (Die grossen Vorabende, engl.: Great Vigils)
- Власт ключей. Potestas Clavium, Berlin: Skythen-Verlag, 1923. 279 S. (Potestas Clavium oder die Schlüsselgewalt, München, Verlag der Nietzsche-Gesellschaft, 1926. 459 S., Übersetzer: Hans Ruoff)
- На Весах Иова. Странствования по душам, Paris: Annales Contemporaines, 1929. 371 S. (Auf Hiobs Wage, Berlin: Lambert Schneider, 1929. 578 S.)
- Kierkegaard et la philosophie existentielle. Vox clamantis in deserto, Paris : Ed. Les Amis de Léon Chestov et Librairie philosophique J. Vrin, 1936, 384 S. (Kierkegaard und die Existenzphilosophie, Graz: 1949. 281 S.)
- Athènes et Jérusalem. Un essai de philosophie religieuse, Graz 1938. (Athen und Jerusalem. Versuch einer religiösen Philosophie Schmidt-Dengler, Graz 1938; Neuaufl. mit Nachwort, einem Essay von Raimundo Panikkar: Matthes & Seitz, München 1994, ISBN 3-88221-268-3)
- Умозрение и Откровение. Религиозная философия Владимира Соловьева и другие статы, Paris: YMCA Press, 1964. 347 S. (Spekulation und Offenbarung. Essays und kritische Betrachtungen Ellermann, Hamburg 1963)